# Kirche Jesu Christi (Bickertoniten)
Die Kirche Jesu Christi (Bickertoniten) ist eine mormonische Glaubensgemeinschaft mit Sitz in Monongahela im US-Staat Pennsylvania. Manchmal wurde sie „Bickertonitenkirche (Bickertonite Church)“ oder „Rigdonitenorganisation (Rigdonite Organization)“ genannt. Diese Bezeichnungen, die von der Kirche selbst nicht verwendet werden, beziehen sich auf die beiden Gründer der Kirche, William Bickerton und Sidney Rigdon.

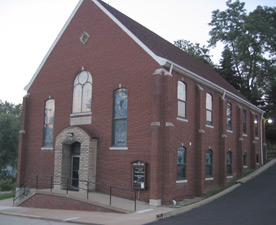
Historisches Kirchengebäude der Kirche Jesu Christi (Bickertoniten) in Monongahela, Pennsylvania

Die Kirche Jesu Christi (Bickertoniten) entstand nach 1844 aus der Bewegung um die Kirche Jesu Christi der Heiligen der Letzten Tage und ist heute mit keiner anderen Kirche, Organisation oder religiösen Vereinigung verbunden. Sie hat in Nordamerika, Südamerika, Europa, Asien und Afrika insgesamt 12.136 Mitglieder. Damit gilt sie als die viertgrößte der mormonischen Konfessionen, die Kirche Christi mit der Elias-Botschaft gibt jedoch mit 12.500 eine nur geringfügig größere Mitgliederzahl an.
Die Kirche Jesu Christi (Bickertoniten) sieht sich als Nachfolgerin der am 6. April 1830 von Joseph Smith Jr. gegründeten Kirche. Dabei macht sie geltend, dass Sidney Rigdon der rechtmäßige Nachfolger von Joseph Smith Jr. nach dessen Tod gewesen sei, da er der erste Ratgeber der ersten Präsidentschaft war.

## Geschichte
Die historische Entwicklung der Kirche Jesu Christi (Bickertoniten) ist bis 1844 identisch mit der Geschichte der Kirche Jesu Christi der Heiligen der Letzten Tage und der Gemeinschaft Christi.
Nachdem Joseph Smith Jr. 1844 getötet worden war, kam es wegen der Frage, wer bei der Leitung der Kirche sein Nachfolger werden sollte, zu großen Unstimmigkeiten. Zum Zeitpunkt seines Todes befanden sich viele der Führungskräfte der Kirche nicht in Nauvoo, sondern auf Mission oder waren auf Reisen, um Joseph Smith im Wahlkampf um das Präsidentenamt der USA zu unterstützen. Sidney Rigdon, der von Joseph Smith zum „Propheten, Seher und Offenbarer“ (Prophet, Seer and Revelator) ordiniert worden war, hielt sich gerade in Pittsburgh (Pennsylvania) auf, als er vom Tode Smiths erfuhr, und eilte nach Nauvoo. Dort traf er als eine der ersten Führungskräfte der Kirche ein und verkündete unverzüglich, dass er als „Wächter“ (Guardian) – nicht aber der Rat der Zwölf – das Recht habe, die Kirche zu führen, bis über den nächsten Präsidenten der Kirche entschieden sei.
Die Kirche Jesu Christi (Bickertoniten) macht geltend, dass vor Smiths Tod die Erste Präsidentschaft fast alle wichtigen Entscheidungen getroffen und die Kirche geleitet habe, und dass Rigdon als deren erster Ratgeber nach Smiths Tod natürlich der Leiter der Kirche gewesen sein müsse.
Rigdons Anhänger trennten sich von den Kirchenmitgliedern, die Brigham Young folgten, und ließen sich in Pittsburgh nieder. Am 6. April 1845 leitete Rigdon eine Konferenz der Kirche Christi, die er zur rechtmäßigen Nachfolgerin der von Joseph Smith gegründeten Kirche erklärte. Zu den auf Grund von Rigdons Predigten Konvertierten zählte William Bickerton, der 1845 in Pittsburgh getauft und noch im gleichen Jahr zum Ältesten ordiniert wurde, kurz danach wurde er Evangelist der Kirche. Wenig später löste sich die von Rigdon gegründete Organisation auf.
Bickerton predigte weiterhin, und im Mai 1851 wurde unter Bickertons Leitung in West Elizabeth in Pennsylvania eine Gemeinde gegründet. Es wird berichtet, dass bei einer Konferenz am 9. Juli 1861 Zwölf der Mitglieder vom Heiligen Geist erwählt und zu Aposteln berufen wurden. Unter dem Namen „Church of Jesus Christ of Green Oak, Pennsylvania“ wurde die Kirche in Pittsburgh im Juni 1865 registriert. Am 5. April 1941 nahm die Kirche in Pennsylvania den Namen „The Church of Jesus Christ“ an. Unter diesem Namen ist die Kirche heute im Bundesstaat Pennsylvania als Körperschaft registriert.

## Organisation und Mitgliedschaft
Nach Meinung der Kirche Jesu Christi (Bickertoniten) ist das Amt der Prophetie nicht auf einen „Propheten“ oder den „Präsidenten“ einer Kirche beschränkt, sondern bezieht sich eher auf den Rat der Zwölf Apostel (Quorum of Twelve Apostles). Außerdem könne jedes einzelne Mitglied der Kirche eine Offenbarung erhalten. Der Präsident der Kirche Jesu Christi (Bickertoniten) und seine zwei Berater werden vom Priestertum bei einer Konferenz aus dem Rat der Zwölf Apostel ausgewählt. Der Präsident der Kirche, ein ordinierter Apostel, führt die Kirche und überwacht ihre sämtlichen Aktivitäten. Der Rat der Zwölf Apostel verfügt über einen eigenen Leiter und über Führungskräfte, die unabhängig vom allgemeinen Priestertum aus den eigenen Reihen gewählt sind. Der Rat der Zwölf Apostel ist hauptsächlich für die Leitung des geistigen Wachstums und für die Entwicklung der Kirche im Allgemeinen zuständig. Dabei wirkt er als Berater für die entscheidenden Komitees. Zu den weiteren Führungsebenen der Kirche Jesu Christi (Bickertoniten) zählt der Rat der Siebzig Evangelisten (Quorum of Seventy Evangelists).
Die Kirche zeichnet Offenbarungen auf, die von den Aposteln für gültig erachtet werden, und veröffentlicht sie, wo man es für angebracht hält. Die Offenbarungen werden allerdings nicht zusammengefasst in einem einzelnen Band herausgegeben. Diese Offenbarungen können von einem einzelnen Apostel oder von allen Mitgliedern des Rates der Zwölf Apostel stammen. Sie können auch von einzelnen Mitgliedern der Kirche stammen, werden allerdings nur dann veröffentlicht, wenn der Rat der Zwölf Apostel sie gebilligt hat.
Heute hat die Kirche Jesu Christi (Bickertoniten) weltweit 12.136 Mitglieder (Stand 2007), von denen etwa 3.000 in den USA leben. In Europa ist sie hauptsächlich in Italien aktiv, wo sie drei Gemeinden hat. Im Vergleich zu anderen kleineren Kirchen mormonischer Konfession nimmt die Mitgliederzahl weiterhin zu. Im letzten Jahrzehnt errichtete die Kirche Jesu Christi (Bickertoniten) neue Kirchengebäude innerhalb der USA in Michigan, Ohio, Pennsylvania, Florida, Kalifornien und Arizona, ebenso in anderen Ländern.

## Lehre
Die Kirche Jesu Christi (Bickertoniten) ist von den anderen mormonischen Konfessionen unabhängig. Von Anfang an lehnte sie u. a. die Polygamie ab, ebenso die Siegelung himmlischer Ehen, die Einrichtung zweier unterschiedlicher Arten des Priestertums sowie zahlreiche andere Lehren und Bräuche der aus der Kirche Jesu Christi der Heiligen der Letzten Tage hervorgegangenen Organisationen. Die Kirche Jesu Christi (Bickertoniten) lehrt, viele der von Joseph Smith verkündeten Lehren und Offenbarungen stammten nicht von Gott und widersprächen der Bibel und dem Buch Mormon, und viele der mormonischen Organisationen seien einem Irrtum erlegen, als sie diese befolgten. Die Kirche Jesu Christi (Bickertoniten) ist der Überzeugung, die Natur Gottes sei im Buch Mormon und in der Bibel erläutert, und vertritt dieses Gottesbild, das dem der Utah-Kirche verkündeten Bild widerspreche.

## Schriften
Die Kirche Jesu Christi (Bickertoniten) glaubt, dass die Schriften des Neuen Testaments eine wahrheitsgetreue Beschreibung der Kirche enthalten, so wie sie von Jesus errichtet wurde. Sie glaubt, dass die so errichtete Kirche das Urchristentum bewahre und für das Leben und die Errettung der ganzen Menschheit bestimmt ist.
Sowohl die Bibel als auch das Buch Mormon werden als das inspirierte Wort Gottes angesehen. Alle Lehren und der Glaube sind durch diese beiden Bücher belegt. Die Kirche Jesu Christi (Bickertoniten) glaubt, dass die anderen Bücher, die mit der mormonischen Konfession in Verbindung gebracht werden – wie z. B. Lehre und Bündnisse und Die Köstliche Perle – viele falsche Offenbarungen enthalten, und akzeptiert sie nicht. Sie glaubt an die fortlaufende Offenbarung Gottes, jedoch nur, wenn die Offenbarung durch die Bibel und das Buch Mormon bestätigt werden.

## Priestertum
Die Kirche Jesu Christi (Bickertoniten) lehrt, dass die Strukturen der frühen Kirche und der Rat der Zwölf Apostel, Evangelisten, Älteste, Lehrer und Diakone auch heute noch die Kirche leiten sollten. Die wichtigste Berufung innerhalb der Kirche sei die Mitgliedschaft. Die Führung betrachtet man nicht als Hierarchie – je höher die Berufung, umso höher das Amt.
Bei den Gottesdiensten halten die Mitglieder des Priestertums keine vorher vorbereiteten Predigten. Stattdessen bemühen sie sich, durch die Inspiration Jesu und des Heiligen Geistes zu sprechen, denn der Heilige Geist lenke ihre Worte.

## Integration von Menschen aller Ethnien
Seit ihrer Gründung 1862 hat die Kirche Jesu Christi (Bickertoniten) sich für die vollständige Integration aller Ethnien in alle Bereiche der Kirche eingesetzt. Während in den USA die Bürgerrechte durch die Bewegung American Civil Rights Movement (1896–1954) erkämpft wurden, lehrte sie bereits, dass ihre Botschaft für Menschen aller Hautfarben sei. 1905 wurde in der Kirche Jesu Christi (Bickertoniten) ein Ältester suspendiert, weil er sich gegen die vollständige Integration aller Rassen gewandt hatte.
Der Historiker Dale Morgan (1914–1971) schrieb 1949: „Eine interessante Einzelheit bei der Lehre der Kirche Jesu Christi (Bickertoniten) ist die Tatsache, dass sie […] Mitglieder anderer Rassen in keiner Weise diskriminiert, ihnen allen stehen die Rechte des Priestertums vollständig offen. Die Kirche hat bezüglich der Menschenrechte eine eindeutige Position eingenommen, und war beispielsweise kompromisslos gegenüber dem Ku Klux Klan, als dieser nach dem Ersten Weltkrieg einen starken Aufschwung erlebte.“
Zu der Zeit, als überall in den USA – einschließlich der Kirche Jesu Christi der Heiligen der letzten Tage – in den meisten Einrichtungen Rassentrennung und -diskriminierung üblich waren, waren zwei der herausragendsten Führungskräfte der Kirche Jesu Christi (Bickertoniten) Afroamerikaner: Apostel John Penn, 1910–1955 Mitglied des Rates der Zwölf Apostel, war bei vielen Italoamerikanern missionarisch aktiv, und oft nannte man ihn „Doktor der Italiener“ (The Italians’ Doctor). Matthew Miller, ein 1937 ordinierter Evangelist, reiste durch Kanada und errichtete Missionsstationen bei den Amerikanischen Ureinwohnern.

## Berühmte Mitglieder der Kirche Jesu Christi (Bickertoniten)
- Der Rockstar Alice Cooper wuchs in der Kirche Jesu Christi (Bickertoniten) auf.[13]

## Weitere Angaben
Die Mitglieder der Kirche Jesu Christi (Bickertoniten) nennen sich gegenseitig „Bruder“ und „Schwester“. Ihnen wird von der Kirche geraten, in allem Mäßigung zu üben, auch bezüglich der Kleidung und dem Auftreten.
In der Kirche Jesu Christi (Bickertoniten) glaubt man, dass Kirchenlieder häufig durch göttliche Inspiration offenbart werden, damit die Kirche erbaut wird. Verschiedene Gesangbücher werden verwendet, hauptsächlich allerdings The Saints Hymnal und The Songs of Zion.
Die Kirche Jesu Christi (Bickertoniten) betreibt in Bridgewater, Michigan einen Verlag und druckt ihre eigene Ausgabe des Buchs Mormon. Monatlich wird die Zeitschrift The Gospel News herausgegeben.